# میلان لوهووی
میلان لوهووی (اسلواکی: Milan Luhový؛ زادهٔ ۱ ژانویهٔ ۱۹۶۳) بازیکن فوتبال اهل اسلواکی است.
از باشگاه‌هایی که در آن بازی کرده‌است می‌توان به باشگاه فوتبال سن-اتین، دوکلا پراگ، باشگاه فوتبال اسپورتینگ خیخون، باشگاه فوتبال پائوک، باشگاه فوتبال اسلوان براتیسلاوا، و باشگاه فوتبال سنت ترویدنس اشاره کرد.
وی همچنین در تیم ملی فوتبال جمهوری چک بازی کرده‌است.